# Kick-Ass 2
Kick-Ass 2 (v anglickém originále Kick-Ass 2) je americko-britský akční film z roku 2013. Režisérem filmu je Jeff Wadlow. Hlavní role ve filmu ztvárnili Aaron Taylor-Johnson, Christopher Mintz-Plasse, Chloë Grace Moretz, Clark Duke a Morris Chestnut.

## Obsazení
| Aaron Taylor-Johnson     | David Lizewski  |
| Christopher Mintz-Plasse | Chris D'Amico   |
| Chloë Grace Moretz       | Mindy Macready  |
| Clark Duke               | Marty Eisenberg |
| Morris Chestnut          | Marcus Williams |
| Donald Faison            | doktor Gravity  |
| John Leguizamo           | Javier          |
| Jim Carrey               | Sal Bertolinni  |